# Okręg wyborczy Belfast
Okręg wyborczy Belfast powstał w 1801 r. i wysyłał do brytyjskiej Izby Gmin jednego deputowanego. W 1832 r. liczbę mandatów przypadających na okręg zwiększono do dwóch. Okręg obejmował miasto Belfast. Został zlikwidowany w 1885 r.

## Deputowani do brytyjskiej Izby Gmin z okręgu Belfast

### Deputowani w latach 1801-1832
- 1801–1814: James Edward May, torysi
- 1814–1816: Stephen Edward May, torysi
- 1816–1818: John Michel, torysi
- 1818–1820: Arthur Chichester, torysi
- 1820–1830: George Chichester, hrabia Belfast, torysi
- 1830–1832: Arthur Chichester, wigowie

### Deputowani w latach 1832–1885
- 1832–1835: Arthur Chichester, Partia Konserwatywna
- 1832–1837: James Emerson Tennent, Partia Konserwatywna
- 1835–1835: John McCance, wigowie
- 1835–1837: George Dunbar, Partia Konserwatywna
- 1837–1838: James Gibson, wigowie
- 1837–1838: George Chichester, hrabia Belfast, Partia Konserwatywna
- 1838–1845: James Emerson Tennent, Partia Konserwatywna
- 1838–1841: George Dunbar, Partia Konserwatywna
- 1841–1842: William Gillilan Johnson, Partia Konserwatywna
- 1842–1847: David Robert Ross, wigowie
- 1845–1852: John Ludford Chichester, Partia Konserwatywna
- 1847–1852: Robert James Tennent, wigowie
- 1852–1860: Richard Davison, Partia Konserwatywna
- 1852–1866: Hugh Cairns, Partia Konserwatywna
- 1860–1868: Samuel Gibson Getty, Partia Konserwatywna
- 1866–1868: Charles Lanyon, Partia Konserwatywna
- 1868–1878: William Johnston, Partia Konserwatywna
- 1868–1874: Thomas McClure, Partia Liberalna
- 1874–1885: James Porter Corry, Partia Konserwatywna
- 1878–1885: William Ewart, Partia Konserwatywna